# Azerbaiyán en los Juegos Europeos de Minsk 2019
Azerbaiyán participó en los Juegos Europeos de Minsk 2019. Responsable del equipo nacional fue el Comité Olímpico Nacional de Azerbaiyán.

## Medallistas
El equipo de Azerbaiyán obtuvo las siguientes medallas:
| Nombre                              | Deporte             | Competición                   |
| ----------------------------------- | ------------------- | ----------------------------- |
| Oro                                 |                     |                               |
| Loren Alfonso                       | Boxeo               | Semipesado (–81 kg) M         |
| Aisman Qurbanlı                     | Karate              | Kumite +84 kg M               |
| Mahir Əmiraslanov                   | Lucha libre         | 57 kg M                       |
| Hacı Əliyev                         | Lucha libre         | 65 kg M                       |
| Mariya Stadnik                      | Lucha libre         | 50 kg F                       |
| Plata                               |                     |                               |
| Ruhidil Qurbanlı Abdulla Əl-Məşayxi | Gimnasia acrobática | Par mixto – Dinámico          |
| Ruhidil Qurbanlı Abdulla Əl-Məşayxi | Gimnasia acrobática | Par mixto – Concurso completo |
| Rüstəm Orucov                       | Judo                | –73 kg M                      |
| Firdovsi Fərzəliyev                 | Karate              | Kumite –60 kg M               |
| Rafael Ağayev                       | Karate              | Kumite –75 kg M               |
| İrina Zaretska                      | Karate              | Kumite –68 kg F               |
| İslam Abbasov                       | Lucha grecorromana  | 87 kg M                       |
| Nurməhəmməd Hacıyev                 | Lucha libre         | 97 kg M                       |
| Elmira Qəmbərova                    | Lucha libre         | 62 kg F                       |
| Ağasif Səmədov                      | Sambo               | –52 kg M                      |
| Bronce                              |                     |                               |
| Lorenzo Sotomayor                   | Boxeo               | Wélter (–69 kg) M             |
| Ruhidil Qurbanlı Abdulla Əl-Məşayxi | Gimnasia acrobática | Par mixto – Balance           |
| Hidayət Heydərov                    | Judo                | –73 kg M                      |
| Məmmədəli Mehdiyev                  | Judo                | –90 kg M                      |
| Elmar Qasımov                       | Judo                | –100 kg M                     |
| Iryna Kindzerska                    | Judo                | 78 kg F                       |
| Roman Heydərov                      | Karate              | Kata M                        |
| Sabah Şəriəti                       | Lucha grecorromana  | 130 kg M                      |
| Hacımurad Hacıyev                   | Lucha libre         | 74 kg M                       |
| Cәmalәddin Mәhәmmәdov               | Lucha libre         | 125 kg M                      |
| Alyona Kolesnik                     | Lucha libre         | 57 kg F                       |
| Mehman Xəlilov                      | Sambo               | –57 kg M                      |
| Emil Həsənov                        | Sambo               | –68 kg M                      |